# Guayos
Guayos är en ort i Kuba.   Den ligger i provinsen Provincia de Sancti Spíritus, i den centrala delen av landet, 300 km öster om huvudstaden Havanna. Guayos ligger 107 meter över havet och antalet invånare är 15 000.
Terrängen runt Guayos är platt. Runt Guayos är det ganska tätbefolkat, med 104 invånare per kvadratkilometer. Närmaste större samhälle är Sancti Spíritus, 13,6 km söder om Guayos. Trakten runt Guayos består till största delen av jordbruksmark.